# Старца (Казерта)
Старца је насеље у Италији у округу Казерта, региону Кампанија.
Према процени из 2011. у насељу је живело 161 становника. Насеље се налази на надморској висини од 54 м.